# 1240 dans les croisades
Cette page regroupe les évènements concernant les Croisades qui sont survenus en 1240 :
- 31 mai : le sultan Al-Adil II Sayf ad-Din est détrône par sa garde mamelouk qui donne le trône à son frère à al-Salih Ayyub[1].
- 7 septembre : Raymond Trencavel met le siège devant Carcassonne[2].
- septembre : Thibaut IV de Champagne quitte la Terre Sainte[3].
- 11 octobre : Richard de Cornouailles débarque à Saint-Jean d'Acre[3].
- 11 octobre : l'arrivée d'une armée commandée par des officiers royaux oblige Raymond Trencavel à lever le siège de Carcassonne[2].
- Al-Salih Ismail, sultan de Damas, en lutte contre son neveu Al-Malik as-Sâlih Najm ad-Dîn Ayyûb, sultan d'Égypte, cède Tibériade, Cafed et la Galilée aux Francs en échange de leur aide militaire[4].